# Manuel Eufrásio de Azevedo Marques
Manuel Eufrásio de Azevedo Marques (Paranaguá-PR, 8 de outubro de 1825 — São Paulo-SP, 20 de fevereiro de 1878), foi um historiador e geógrafo brasileiro autor de importantes obras sobre a história paulista. Escreveu os Apontamentos Históricos, Geográficos, Biográficos, Estatítsticos e Noticiosos da Província de São Paulo: seguidos da cronologia dos acontecimentos mais notáveis desde a fundação da Capitania de São Vicente até o ano de 1876 , publicados pelo Instituto Histórico e Geográfico Brasileiro em 1879. Uma segunda edição foi tirada em 1952, pela Livraria Martins Editora, como contribuição às comemorações do IV Centenário da Fundação de São Paulo.